# Kerncentrale Chooz
De kerncentrale Chooz is een kerncentrale in de Franse gemeente Chooz, gelegen in een meander van de Maas. De kerncentrale ligt in de pointe de Givet, op ongeveer 25 km van het Belgische Dinant. De eerste reactor werd er gebouwd in de jaren 60 met onder meer een participatie van de Belgische industrie, wat voor een deel de locatie nabij de Belgische grens verklaart.

## Reactors
De nucleaire site kon opgedeeld worden in twee kerncentrales: Chooz A en Chooz B.

### Chooz A
Chooz A werd vanaf 1960 gebouwd en op 15 april 1967 in dienst genomen. Het was de eerste drukwaterreactor die in Frankrijk in dienst werd genomen. De centrale werd op 30 oktober 1991 uit dienst genomen. De ontmanteling van de centrale is aangevat en zal tussen 2020 en 2025 afgerond zijn. Chooz A is gelegen op de rechteroever van de Maas, aan de buitenzijde van de meander op een terrein van 20 ha.

### Chooz B
De centrale in gebruik, Chooz B bestaat uit twee productie-eenheden van 1.500 MW. De drukwaterreactoren van Frans ontwerp waren de eerste van een nieuwe N4-generatie, voorloper van de European Pressurized Reactor. Ze werden aan het net gekoppeld in respectievelijk augustus 1996 en april 1997, en commercieel in gebruik genomen vanaf 2000. De site neemt het grootste deel van de grondoppervlakte binnen de meander ten zuiden van het dorpje Chooz in. In tegenstelling tot Chooz A bevindt deze veel grotere site van 134 ha zich aan de linkeroever van de Maas.
De centrale gebruikt water uit de Maas als koeling.

#### Vermogen
De huidige centrale omvat twee reactoren, elk van 1.500 MW. De centrale produceerde in zijn topjaar 2008 23.415 GWh op een jaar met een beschikbaarheid van 90%. Het jaar nadien daalde de beschikbaarheid tot 60% met een productie van ruim 16.400 GWh. In 2010 had de centrale een beschikbaarheid van 70% met een productie van ruim 19.400 GWh. De reactoren in Chooz (type N4), behoren samen met de reactoren van de kerncentrale Civaux tot de modernste van Frankrijk.

## Uitbating
Er werken ruim 700 personeelsleden van EDF op de centrale, naast circa 200 werknemers van onderaannemers. Bij onderhoudswerken en controles kan de extra tijdelijke werkkracht tot 2000 personen oplopen. Zowel Electrabel als SPE, beide Belgische energiebedrijven, participeren in de centrale.
In 2006 was een aflevering van de wetenschapsserie voor kinderen C'est pas sorcier aan de centrale gewijd.
In 2009 werd de bouw aangevat van een nieuw internationaal onderzoekscentrum op de site op initiatief van het Commissariat à l'énergie atomique (CEA) en het Centre national de la recherche scientifique (CNRS). Ondergronds wordt Double Chooz aangelegd, bedoeld om de oscillaties van een neutrino te bestuderen.

### Incidenten
Er gebeurden nog geen incidenten (INES-schaal 2 of hoger) in deze centrale. In 2004 waren er bijvoorbeeld drie INES-1 incidenten, in 2010 werden er vijf gerapporteerd. Het Franse controleorganisme Autorité de sûreté nucléaire oordeelde in september 2007 wel dat "Het belangrijk aantal significante evenementen rechtvaardigen ook inspanningen voor een betere veiligheidscultuur" en stelde "een chronisch gebrek aan ernst in de uitbating van de centrale" vast.

### Veiligheidszones
De kerncentrale bevindt zich op 4 km van de Belgische grens. Hij valt hiermee binnen de veiligheidszone die in België rond kerncentrales aangehouden wordt. De Federale Overheidsdienst Binnenlandse Zaken oordeelt dat een nucleair risico bestaat voor ruim 93.000 Belgische inwoners in 32 gemeenten verspreid over de provincies Namen en Luxemburg. Er bestaan samenwerkingsprotocols tussen Frankrijk en België met betrekking tot werking, controles en noodplannen van de kerncentrale.
| Reactor  | Type             | Netto- vermogen | Brutto- vermogen | Start bouw | Synchronisatie met het net | Commercieel in bedrijf | Uit dienst     |
| -------- | ---------------- | --------------- | ---------------- | ---------- | -------------------------- | ---------------------- | -------------- |
| Chooz B1 | Drukwaterreactor | 1.500 MW        | 1.560 MW         | 01.01.1984 | 30.08.1996                 | 15.05.2000             | (niet gepland) |
| Chooz B2 | Drukwaterreactor | 1.500 MW        | 1.560 MW         | 31.12.1985 | 10.04.1997                 | 29.09.2000             | (niet gepland) |

Actief: Belleville · Blayais · Bugey · Cattenom · Chinon · Chooz · Civaux · Cruas · Dampierre · Flamanville · Golfech · Grevelingen · Nogent · Paluel · Penly · Saint-Alban · Saint-Laurent · Tricastin

Inactief: Brennilis · Bugey 1 · Chinon (A1/A2/A3) · Chooz A · Fessenheim · Marcoule · Phénix · Saint-Laurent (A1/A2) · Superphénix